# ルクア

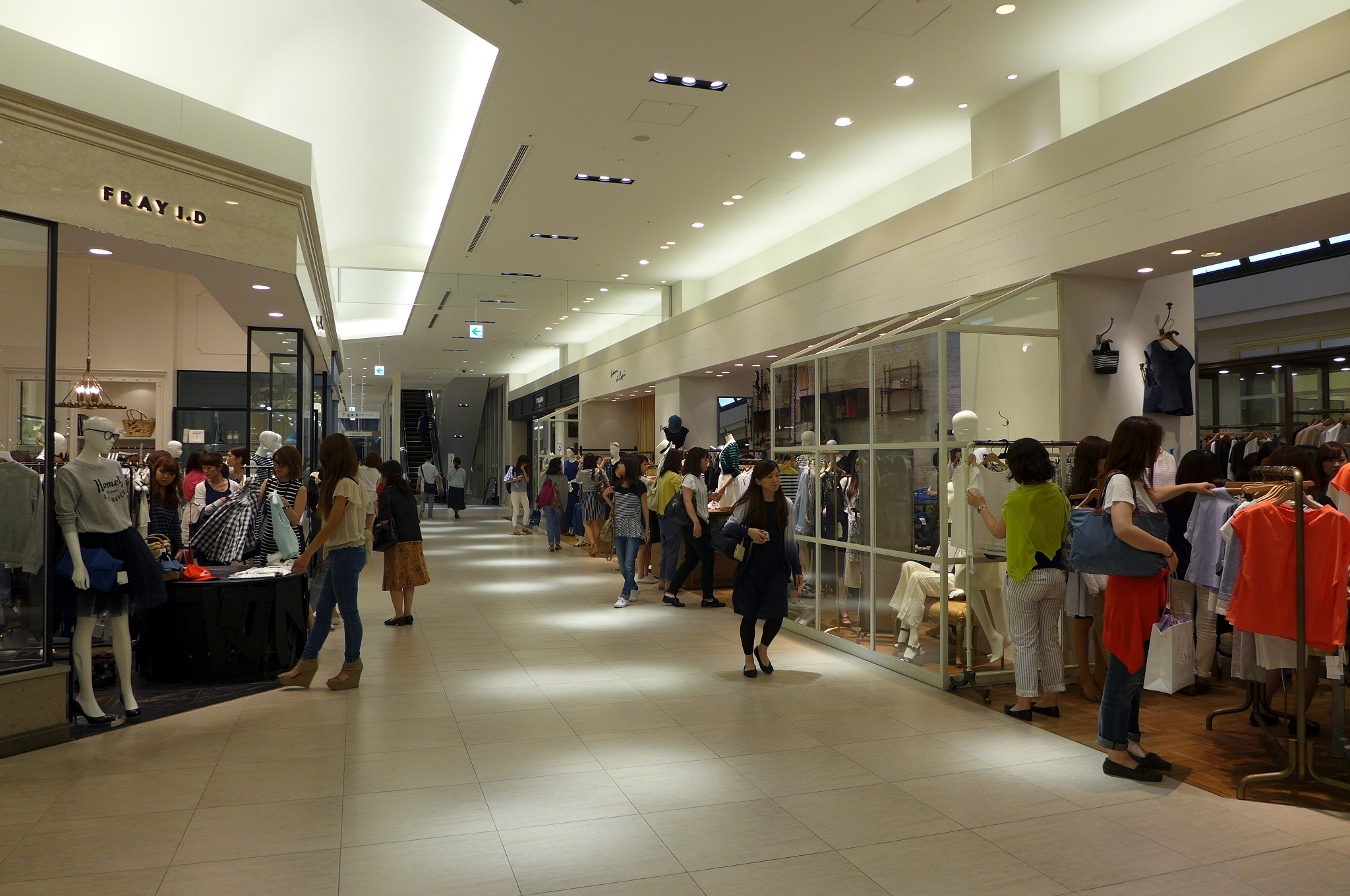
2階

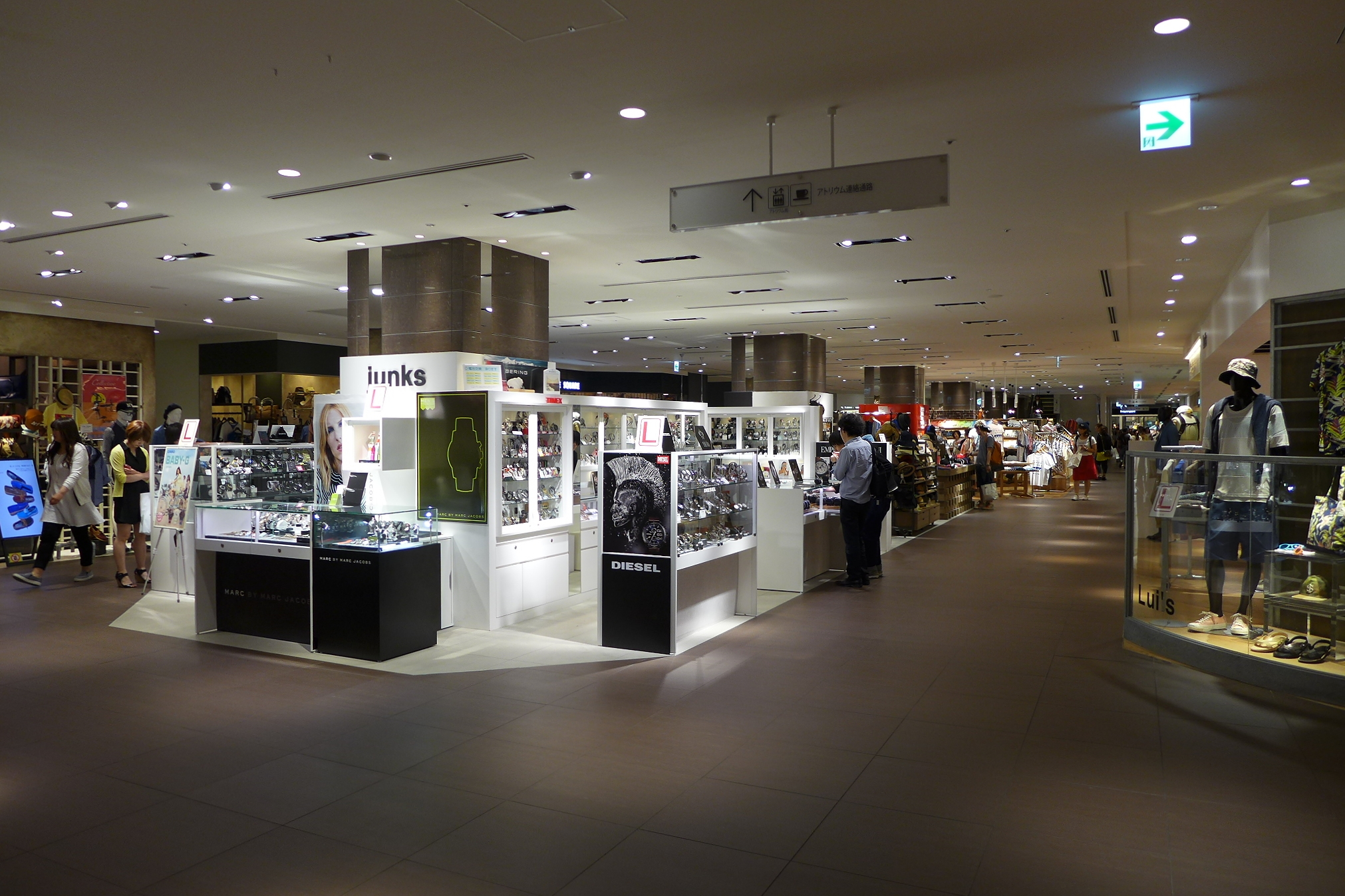
7階

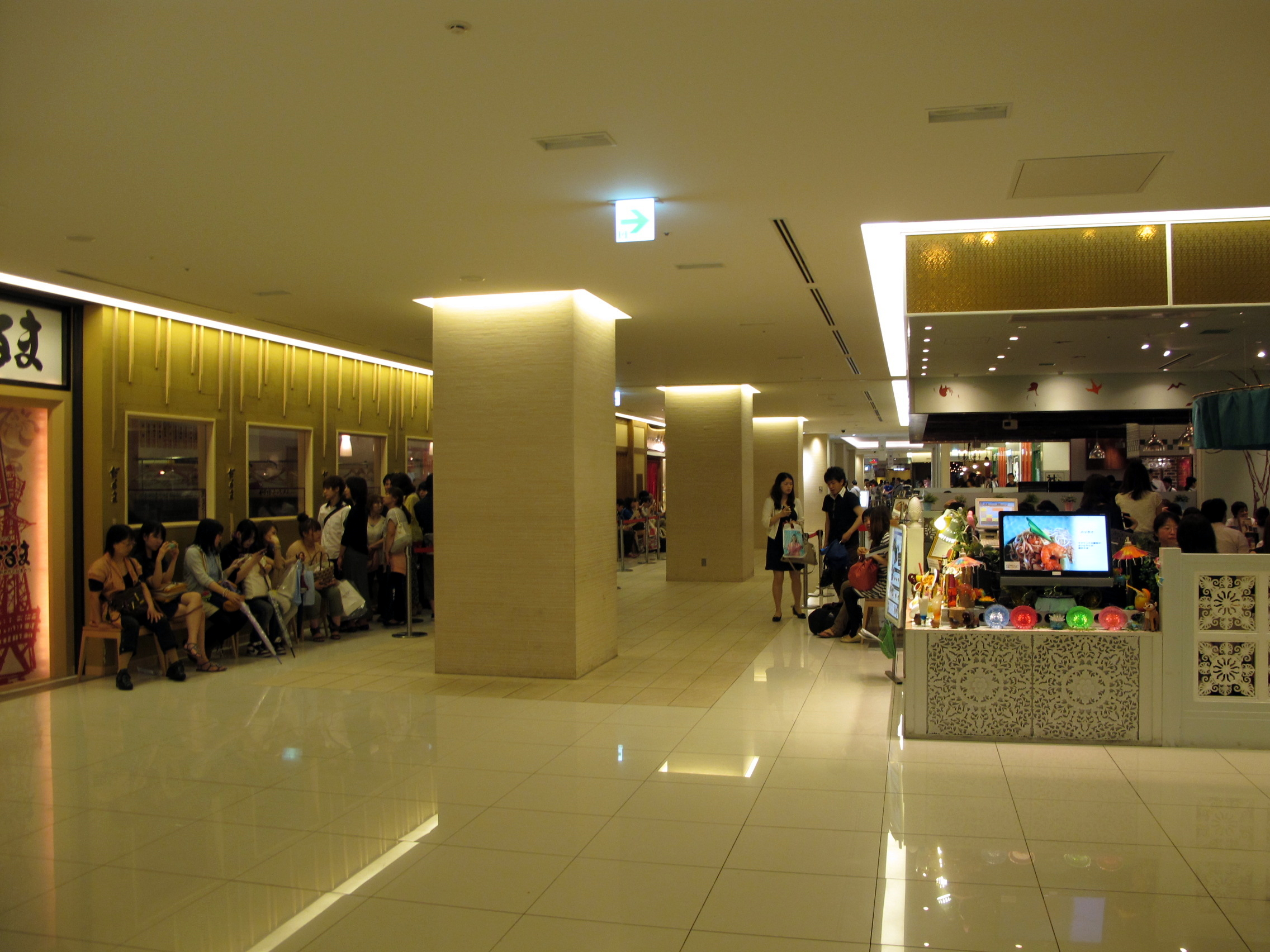
10階・ルクアダイニング

ルクア（LUCUA）は、大阪府大阪市北区梅田に所在する大阪駅北側のノースゲートビルディング内にあるファッションビルである。
JR西日本SC開発が管理・運営している。LUCUAの名称は「Lifestyle（ライフスタイル）」、「Urban（都会の）」、「Current（流行の）」、「Axis（軸）」の頭文字であり、「Look up」「歩く」ともかけて命名された。

## 概要
JR大阪駅直結のファッションビル（駅ビル）である。ルクアは大阪ステーションシティ・ノースゲートビルディングの東側・地下1階から10階に入居しており、同じくファッションビルの「ルクア イーレ」とアトリウム広場を挟んで隣接しており、同施設とともに「ルクア大阪（LUCUA osaka）」を構成している。ファッションビル（ショッピングセンター）として梅田地区最大の面積・売上を誇る。
専門店街の設置・出店にあたり、「脱駅ビル」を目指し、百貨店の伊勢丹出身の社長のもとで自社によるリサーチが行われた。
店舗面積は2万m2で、開業時点でセレクトショップや飲食店などのテナントが198店出店する。そのうち24店が日本初、40店が関西初、54店が梅田初のブランドである。20代から30代の女性がメインターゲットであるが、カップルの買い物客を想定して4,300m2を男女共用ブランド店に割り当てたのが特徴である。

## フロア構成
| フロア | フロアテーマ                                 | 主な店舗                                                           |
| ------ | -------------------------------------------- | ------------------------------------------------------------------ |
| 10F    | LUCUA DINING（ルクアダイニング）             | 焼肉叙々苑、串かつだるま、THE PLATINUMなど                         |
| 9F     | ライフスタイルグッズ                         | LOFT、FURUSHO、スターバックスコーヒーなど                          |
| 8F     | ボディーケア&コスメ・ライフスタイルグッズ    | 無印良品、LUSH、Francfranc、ウン ナナ クールなど                   |
| 7F     | メンズ・レディス メンズ&ユニセックススタイル | URBAN RESEARCH Store、FRED PERRY、FREAK’S STOREなど                |
| 6F     | ヤングレディス ガーリー&グラマラス           | PLAZA、LOWRYS FARM Et.など                                         |
| 5F     | レディス・メンズ トレンド&ストリートモード   | DIESEL、TOMMY JEANSなど                                            |
| 4F     | レディス・メンズ ベーシック&エレガンス       | TOMORROWLAND、ジェラート・ピケ、Le Dome EDIFICE et IENA、DIANAなど |
| 3F     | レディス・メンズ セレクトカジュアル          | BEAMS、JOURNAL STANDARD、ROSE BUDなど                              |
| 2F     | レディス・メンズ モードカジュアル            | ロク、アダム・エ・ロペ、ルルレモンなど                             |
| 1F     | レディス・シーズングッズ                     | UNITED ARROWS WOMEN'S STORE、コンバース トウキョウなど             |
| B1F    | フード・スイーツ・コスメ                     | リンゴ、H&B PLACE、BAGEL&BAGELなど                                 |
| B2F    | バル&FOODS                                   | キッチン&マーケットなど                                            |

## サービス・設備
- クレジットカードは隣接するルクア イーレと同じく、「JR MI CARD（ジェイアール・エムアイカード）」「J-WESTカード」が利用可能である。
- 2階と9階にはインフォメーションカウンターがあり、館内案内やベビーカー・車椅子の貸し出しを行っているほか、9階のみのサービスとしてギフトカードの販売や宅配便の受付も行っている。なお、ベビーカー・車椅子はルクア1100と相互で利用できる。
- 駐車場（大阪ステーションシティ駐車場など3か所）では、5000円以上の商品購入で駐車料金が2時間無料になる。